# Власов, Дмитрий Борисович
Дмитрий Борисович Власов (1938—2000) — почётный гражданин города Иваново, заслуженный работник транспорта Российской Федерации.

## Биография
Дмитрий Борисович родился 5 мая 1938 года в городе Ярославль. 17 апреля 1956 года начал трудовую деятельность в должности ученика моториста на Ярославском автозаводе. С сентября 1957 года по апрель 1960 года обучался в Ярославском автомеханическом техникуме, закончив который получил квалификацию техника-механика. После техникума работал на Ярославском моторном заводе, где занимал разные должности: контролёр, конструктор, старший инженер-технолог, заместитель начальника цеха.
Решением Министерства автомобильной промышленности в октябре 1971 года Власов был направлен на работу на строящийся Камский автомобильный завод в должности начальника цеха производства синхронизаторов и зубчатых муфт. За время работы на «КАМАЗе», с апреля 1972 года по февраль 1974 года, развивался и повышал свою квалификацию в Германии и Франции. В 1976 году назначен начальником производства двигателей.
С февраля 1977 года работает на Костромском заводе авто компонентов «Мотордеталь». Сначала, в должности заместителя главного инженера по подготовке производства, затем исполняет обязанности заместителя директора по общим вопросам, а с мая 1980 года вступает в должность директора по производству.
К 1980 году, не отрываясь от трудовой деятельности, Дмитрий Борисович закончил Куйбышевский институт инженеров железнодорожного транспорта по специальности «тепловозы и тепловозное хозяйство».
В июне 1983 года Дмитрий Борисович назначен директором Ивановского авторемонтного завода. Затем в 1992 году под его руководством было создано АО «РИАТ». На мощностях авторемонтного завода строились магазины, станция техобслуживания, позднее образовано хлебопекарное производство.
Власов Дмитрий Борисович умер 30 августа 2000 года и похоронен и похоронен на Балинском кладбище.

## Награды и звания
Дмитрий Борисович Власов имел множество наград за многолетний труд и личный вклад в развитие авторемонтного производства:
- Медаль «В ознаменование 100-летия со дня рождения Владимира Ильича Ленина»
- Медаль «Ветеран труда»
- Знак «Почётный автотранспортник»
- Медаль Ассоциации «Авторесурс» «За заслуги I степени»
- Нагрудный знак «Почётный работник транспорта России»сии
- Орден «Знак Почёта»
- Звание Заслуженный работник транспорта Российской Федерации
- Звание Почётного гражданина города Иванова присвоено решением исполкома городского Совета N137 от 06.05.1998 года.